# 1766 en architecture
| Années de l'architecture : 1763 - 1764 - 1765 - 1766 - 1767 - 1768 - 1769    |
| Décennies de l'architecture : 1730 - 1740 - 1750 - 1760 - 1770 - 1780 - 1790 |

Cet article présente les faits marquants de l'année 1766 en architecture.

## Réalisations
- Construction de l'église Saint-Georges à Raguse par Rosario Gagliardi (commencée en 1744).
- Construction de la demeure de Horace Walpole dans Strawberry Hill à Londres, dessiné par lui-même. C'est un exemple de style néogothique.

## Événements
- Le plan d'urbanisme du New Town d'Édimbourg est établi par James Craig.

## Récompenses
- Prix de Rome (sujet : « un portail de cathédrale ») : Jean-Arnaud Raymond (premier prix) ; Pierre d'Orléans (deuxième prix).

## Naissances
- x

## Décès
- x